# مناری (سرده)
مناری (نام علمی: Turritis) نام یک سرده از تیره شب‌بویان است.